# Península de Txeleken
La península de Txeleken (rus: Челекен полуостров) és una península situada a l'oest de Turkmenistan, a les costes orientals de la mar Càspia.

## Geografia
La península de Txeleken té uns 40 km de llargada i 22 km d'amplada. Limita amb el mar Caspi a l'oest i amb el golf de Türkmenbaşy (antiga badia de Krasnovodsk) al nord.

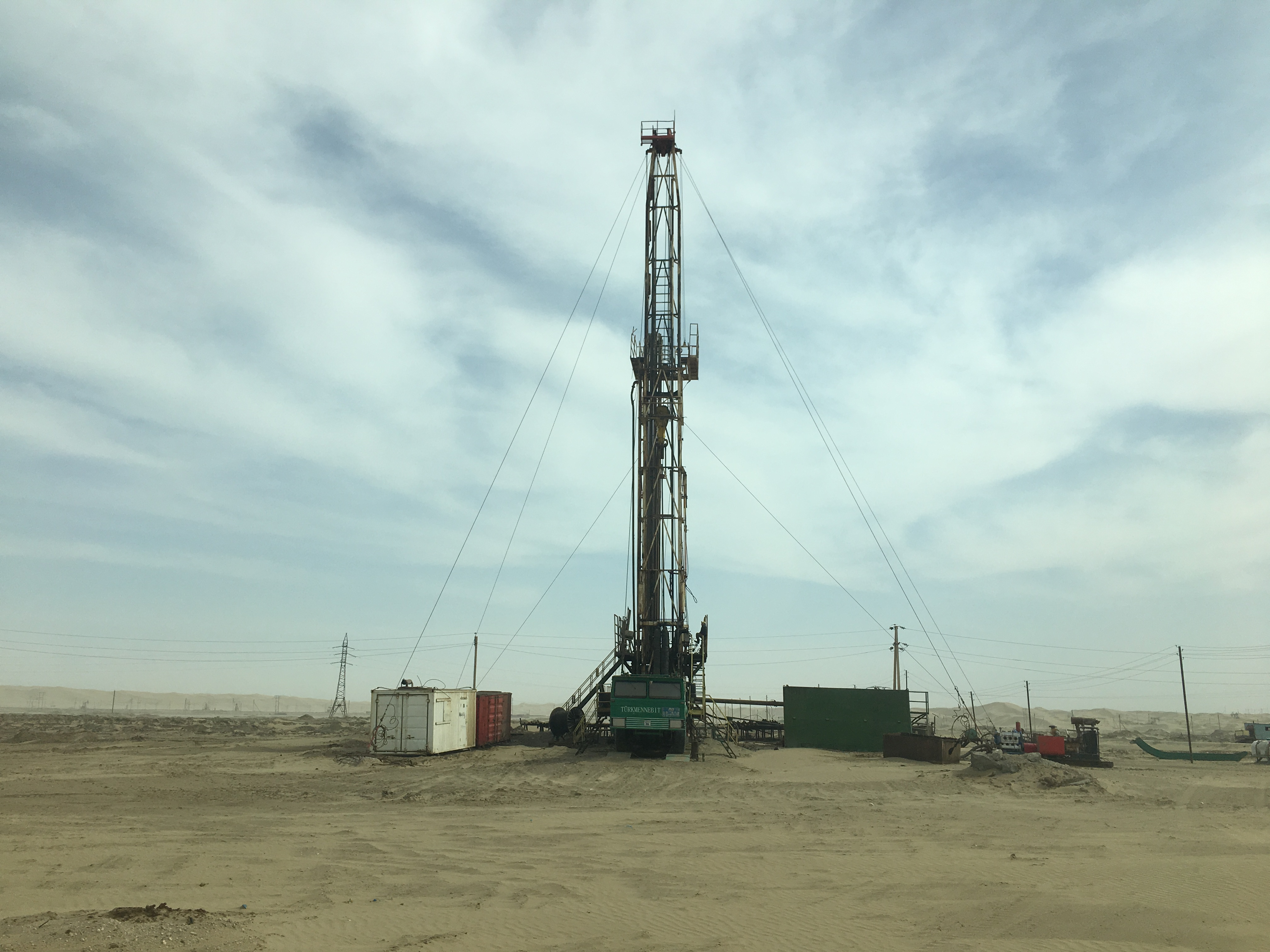
Plataforma de perforació de petroli a la península de Txeleken.

La península té un clima sec continental amb una precipitació de 150 mm/any. La zona és desèrtica i la part central és un terreny elevat de 100 m d'altitud mitjana, amb penya-segats de 25 m d'alçada a la part central de la riba occidental, mentre que la costa oriental és baixa i sorrenca.
La Península té dos braços o barres a l'extrem que van meridionalment de nord a sud; el braç nord o dret també se'l coneix com a península de Kafaldja, mentre que el braç sud o esquerre, que va cap a Ogurja Ada, se'l coneix com a península Dervix.
De tant en tant, com l'any 1995, la península de Txeleken torna a ser una illa quan el nivell de les aigües del Caspi augmenta. Hi ha volcans de fang a la península de Txeleken.
La ciutat de Hazar, antiga Txeleken, es troba a la península, que pertany administrativament a la província de Balkan de Turkmenistan.

## Cartografia
La península de Txeleken era antigament una illa. Va ser dibuixada en un mapa per primera vegada l'any 1715 per Alexander Bekovitx-Therkasski amb el nom d'Illa Txereken. La zona va ser cartografiada per Fedor Ivanovitx Soimonov durant l'expedició al Caspi, que va estar estudiant aquest mar des del 1719 fins al 1727.
En alguns mapes dels segles XVIII al XIX apareixia com a "Neftyanoi" o com a "Neftonia". L'illa també va ser descrita més tard per G. S. Karelin, el 1832. Karelin va comentar que hi havia quatre tipus de petroli cru a la península de Txeleken. L'illa es va fusionar amb el continent després de 1937.
De 1945 a 1948, hi va haver el camp de treball de Krasnovodslag, on hi havia principalment presoners de guerra i presos polítics que extreien ozocerita.